# Diogo Leite
Diogo Leite, Foi um navegador português do século XVI.
Durante o período compreendido entre os anos de 1526 a 1529, comandou uma caravela da armada de Cristóvão Jacques, que tinha por finalidade impedir o comércio dos franceses, nas costas do Brasil. Entre 1530 e 1532, comandou também uma caravela da armada de Martim Afonso de Sousa com a finalidade de explorar a costa brasileira.
Mais tarde teve sob o seu comando duas caravelas que conseguiram chegar ao rio Gurupi, no Maranhão.há indícios de descendentes diretos , de Diogo Leite no Estado do Piauí, Os leite .